# Drumcondra Football Club
El Drumcondra Football Club es un club de fútbol de Irlanda, con sede en Dublín. Fue fundado en 1923 y compite en la Liga de Leinster, una de las categorías del fútbol regional irlandés.

## Historia
Fue fundado en el año 1923 en la capital Dublín y fue el primer equipo que no pertenecía a la Federación de Fútbol de Irlanda en ganar la Copa Irlandesa en 1926/27. Durante la década de los años 50 nació una rivalidad con el Shamrock Rovers en el llamado Derby Norte/Sur debido a las diferencias entre los 2 equipos. Fue el primer equipo de Irlanda en ganar un partido en competiciones europeas, venciendo al B 1909 de Dinamarca en la Copa de Ferias de 1962-63. Ganó 5 títulos de Liga, 5 títulos de Copa en 9 finales, 1 Copa Casey, 6 copas de Dublín en 19 finales, 3 copas Top 4 en 5 finales y 4 FAI Shield en 9 finales.
A nivel internacional participó en 5 torneos continentales, donde su mejor participación fue en la Copa UEFA del año 1962/63 en la que avanzó hasta la Segunda ronda.
El equipo desapareció en el año 1972, cuando se fusionó con el Home Farm, aunque hay un equipo en la Leinster Senior League llamado Drumcondra AFC que busca revivir la historia del Drumcondra Football Club.

## Palmarés

### Torneos nacionales
- Liga de Irlanda (5): 1947-48, 1948-49, 1957-58, 1960-61, 1964-65
- Copa de Irlanda (5): 1926-27, 1942-43, 1945-46, 1953-54, 1956-57
- Escudo de la Liga de Irlanda (4): 1945-46, 1946-47, 1950-51, 1961-62
- Copa de la Ciudad de Dublín (6): 1939-40, 1940-41, 1949-50, 1950-51, 1951-52, 1960-61
- Copa Intermedia (2): 1926-27, 1946-47

### Torneos locales
- Liga de Leinster (4): 1927-28, 1928-29, 1945-46, 1951-52
- Copa de Leinster (11): 1933-34, 1935-36, 1938-39, 1942-43, 1943-44, 1944-45, 1949-50, 1953-54, 1958-59, 1959-60, 1961-62

## Participación en competiciones de la UEFA
| Temporada | Torneo         | Ronda | Club                | Casa | Visita | Global |
| --------- | -------------- | ----- | ------------------- | ---- | ------ | ------ |
| 1958-59   | Copa Europea   | 1     | Atlético de Madrid  | 1-5  | 0-8    | 1-13   |
| 1961-62   | Copa Europea   | 1     | 1. FC Nuremberg     | 1-4  | 0-5    | 1-9    |
| 1962-63   | Copa de Ferias | 1     | Odense XI           | 4-1  | 2-4    | 6-5    |
| 1962-63   | Copa de Ferias | 2     | FC Bayern Munich    | 1-0  | 0-6    | 1-6    |
| 1965-66   | Copa Europea   | 1     | Vorwärts Berlin     | 1-0  | 0-3    | 1-3    |
| 1966-67   | Copa de Ferias | 1     | Eintracht Frankfurt | 0-2  | 1-6    | 1-8    |